# Giardini Salvi
I giardini Salvi (detti anche giardino Valmarana Salvi) sono un giardino storico pubblico sito nel centro storico di Vicenza, adiacente alle mura di piazza Castello, in piazzale De Gasperi.
Inaugurati nel 1592 da Leonardo Valmarana, i giardini furono ben presto chiusi e riaprirono al pubblico solo nel 1909. Sono, tra le aree verdi a uso pubblico della città, una delle meno estese; ospitano statue e due logge in stile palladiano, oltre al complesso dell'ex fiera campionaria.

## Storia

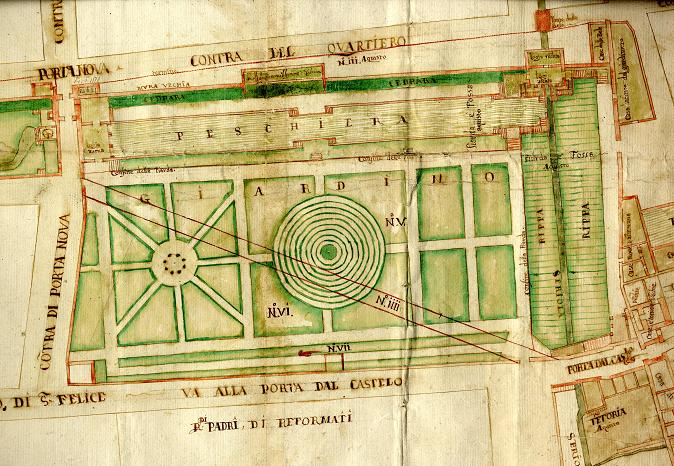
Particolare della planimetria del Giardino Salvi Valmarana, 1659. Biblioteca civica Bertoliana, Vicenza.

Il terreno fu acquisito nel Cinquecento dalla famiglia Valmarana, entrata in possesso anche del vecchio castello scaligero adiacente che trasformò in palazzo.
Lo stesso Giacomo Valmarana progettò la sistemazione del giardino come un parterre all'italiana, secondo quanto mostrato dalla veduta settecentesca dell'incisore vicentino Cristoforo Dall'Acqua.
I giardini furono inaugurati nel 1592 da Leonardo Valmarana (data e nome sono riportati nella Loggia Valmarana) e coprivano l'area compresa dal prolungamento dell'attuale corso Palladio e il corso della Roggia Seriola, fossato che sin dal momento dell'apertura fu dotato di un ponticello di legno che ne permettesse l'attraversamento. Aperti al pubblico per volontà di Leonardo, furono in seguito chiusi per un paio di secoli.
Nell'Ottocento il parco fu trasformato in un giardino all'inglese. In quest'epoca era nel patrimonio della famiglia Salvi il cui ultimo discendente, il conte Girolamo, lo mise nel lascito alla Pia Fondazione di beneficenza che aveva creato; il 25 maggio 1907 il Comune acquistò, per la somma di Lire 90.000, il giardino (12.000 metri quadri) che fu aperto al pubblico il 1º giugno 1909.
Nel 1947 furono costruiti i due padiglioni della fiera campionaria tra la roggia e le antiche mura di cinta, dove un tempo erano collocate delle serre fatte costruire da Leonardo Valmarana nel 1583.
Il giardino dal 2008 ha subìto un radicale intervento di riqualificazione, terminato a febbraio 2009, che lo ha dotato tra l'altro di un percorso per disabili e di un roseto da collezione. Dagli anni duemila è spesso sede di mercatini natalizi.

## Descrizione

### Loggia Longhena e loggia Valmarana

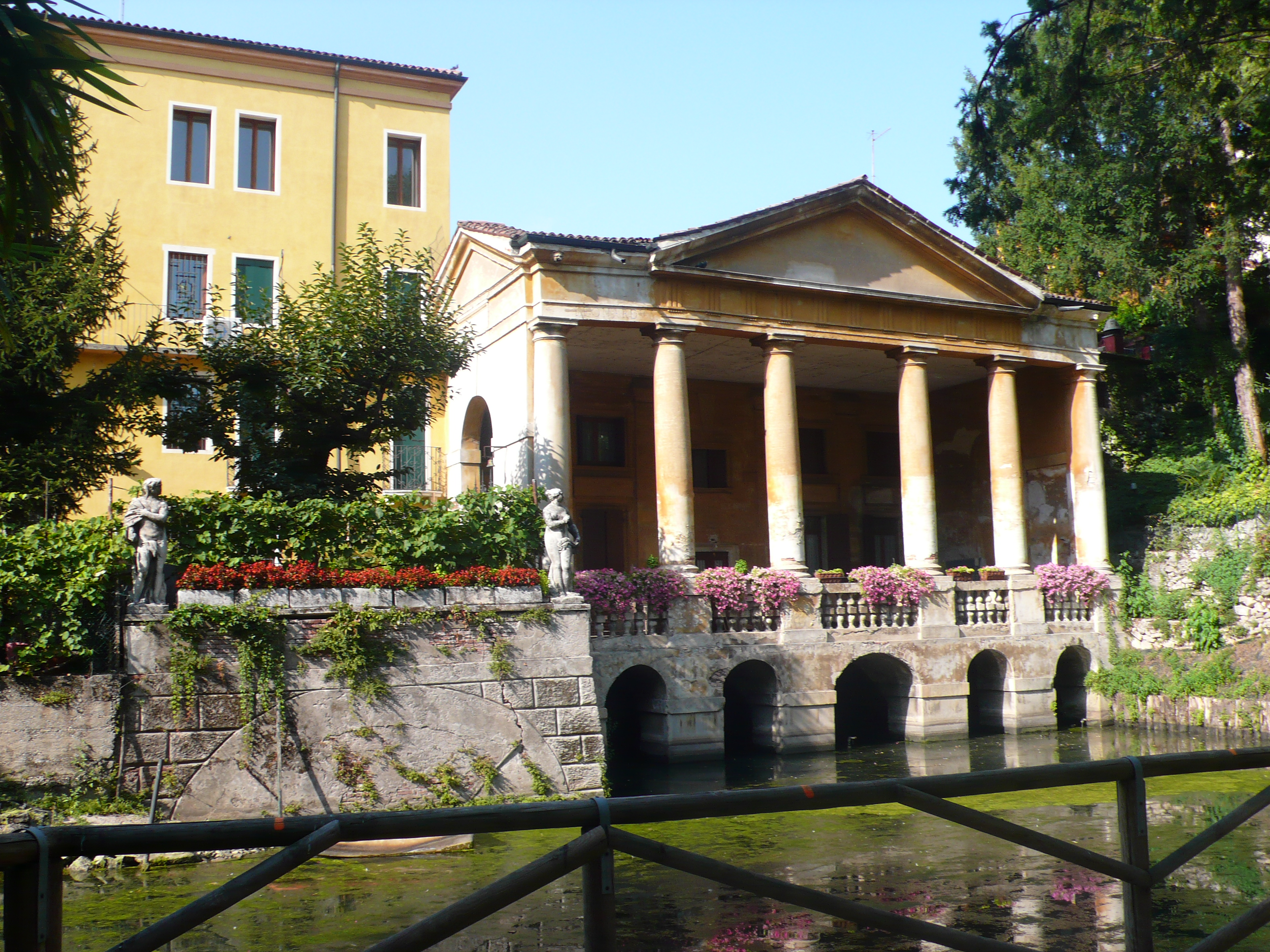
La loggia Valmarana

All'interno del parco sono situate due logge in stile palladiano: la prima, seicentesca e a tre fornici, nota come loggia Longhena, fu voluta da Baldassare Longhena e si erge sul lato occidentale del parco; la seconda, nota come loggia Valmarana, è strutturata come un tempio esastilo di ordine dorico a cinque fornici, ed era destinata - secondo il progetto originario del committente Gian Luigi Valmarana - come un punto d'incontro per intellettuali e accademici. Fu edificata nel 1591 probabilmente da un allievo di Andrea Palladio. Sull'identificazione di Andrea Palladio come autore della loggia Ottavio Bertotti Scamozzi (1761) esprime forti riserve "perché li membri che la compongono s'allontanano troppo dai precetti palladiani"; Pane (1961) la definisce "assai vicina al Palladio, seppure non sua" e afferma che "La loggia si colloca [...] in quella zona di incertezza [...] per noi inevitabilmente segnata"; Cevese (1980) riprende una ipotesi di Bressan e parla di "scuola palladiana".
La Loggia Valmarana è inserita dal 1994 con gli altri monumenti palladiani nella lista dei Patrimoni dell'umanità dell'UNESCO con il nome:Città di Vicenza e le ville palladiane del Veneto.

### Portale d'ingresso

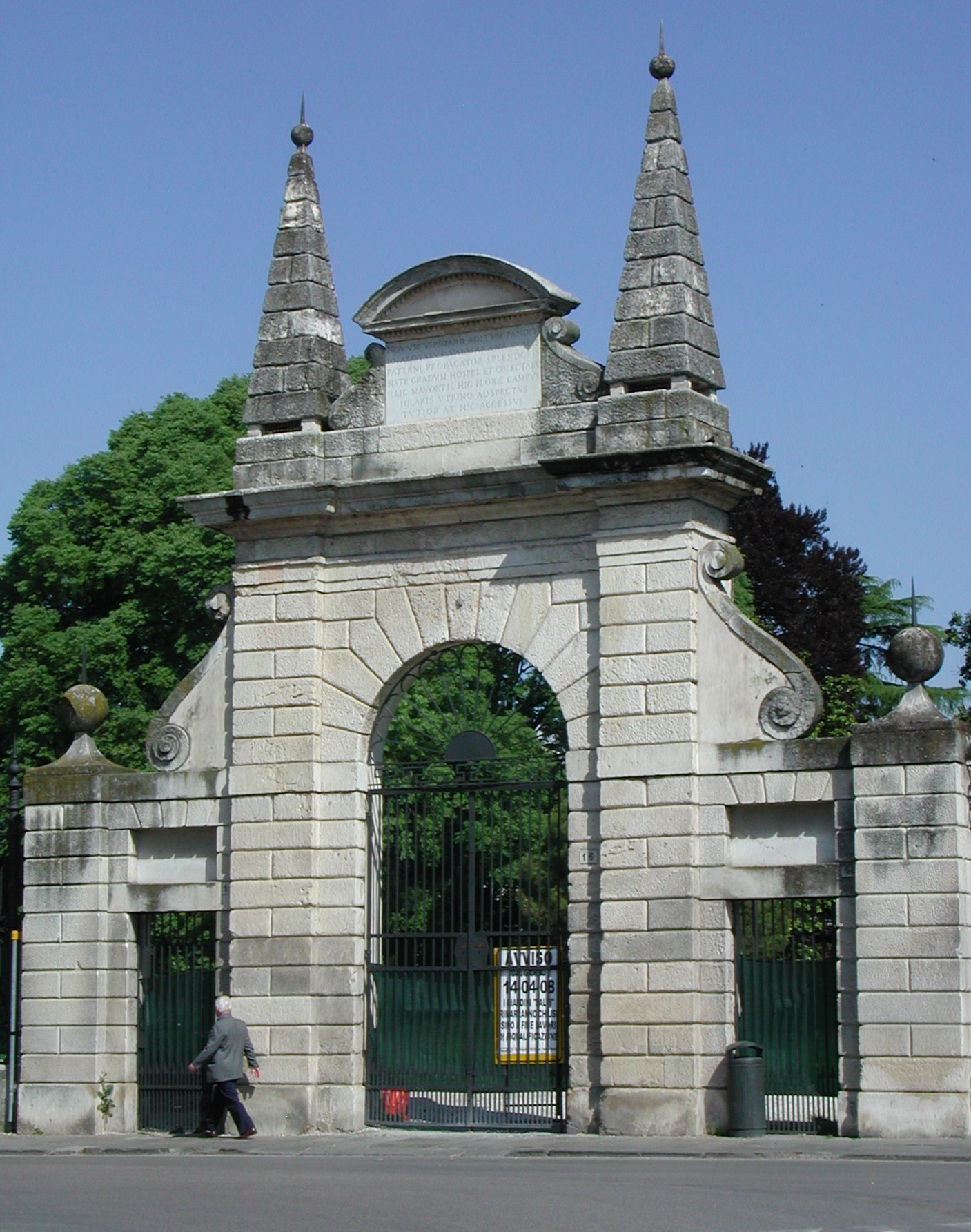
L'arco attribuito a Baldassare Longhena, eretto nel 1645, che fa da ingresso monumentale ai giardini da piazzale De Gasperi.

Il portale che costituisce l'ingresso principale e monumentale al parco (il secondo si trova al di là della Seriola, sul lato opposto), attribuito all'architetto veneziano Baldassare Longhena, eretto nel 1645, ricorda un arco trionfale di dimensioni maggiori che era stato fatto erigere nel 1608 da Pier Paolo Battaglia, capitano di Vicenza, lungo l'attuale viale Roma, ed attribuito all'architetto Ottavio Bruto Revese. In occasione di una visita di Benito Mussolini nel 1938, per far passare il corteo fascista, l'arco maggiore fu demolito.
I blocchi in pietra furono deposti nei pressi dell'area oggi occupata dall'Hotel Campo Marzio, in previsione di essere ricollocati e assemblati secondo il progetto originario, ma incuria e guerra ne causarono la dispersione.

### Padiglioni della ex fiera campionaria
Lungo il corso della Seriola, nello spazio tra la roggia e le antiche mura di cinta sorgono dal 1947 i due padiglioni della vecchia fiera campionaria (in seguito trasferita nella zona industriale), su progetto dell'architetto Sergio Ortolani (autore anche delle chiese di San Carlo e San Giuseppe a Vicenza).

### Vegetazione
La vegetazione lussureggiante è molto diversificata e consta principalmente di squamiformi, aghifoglie e latifoglie: si distinguono quindi rispettivamente esemplari di cipresso di Lawson, cipresso dell'Arizona e ginepro; esemplari di abete argentato, abete rosso, cedro dell'Atlante, cedro dell'Himalaya, cefalotasso, cipresso calvo, pino domestico, pino himalayano, pino nero, tasso e tassodio; infine esemplari di acero palmato, ailanto, albero dei tulipani, albero di Giuda, aucuba, bagolaro, carpino bianco, crespino, faggio, frassino, ginkgo, ippocastano, leccio, ligustrello, ligustro giapponese, magnolia, olmo campestre, olmo ciliato, pioppo bianco, platano, salice piangente, sambuco, spirea, tiglio comune e tiglio ibrido.